# Parque de recreación Cuevas del Indio

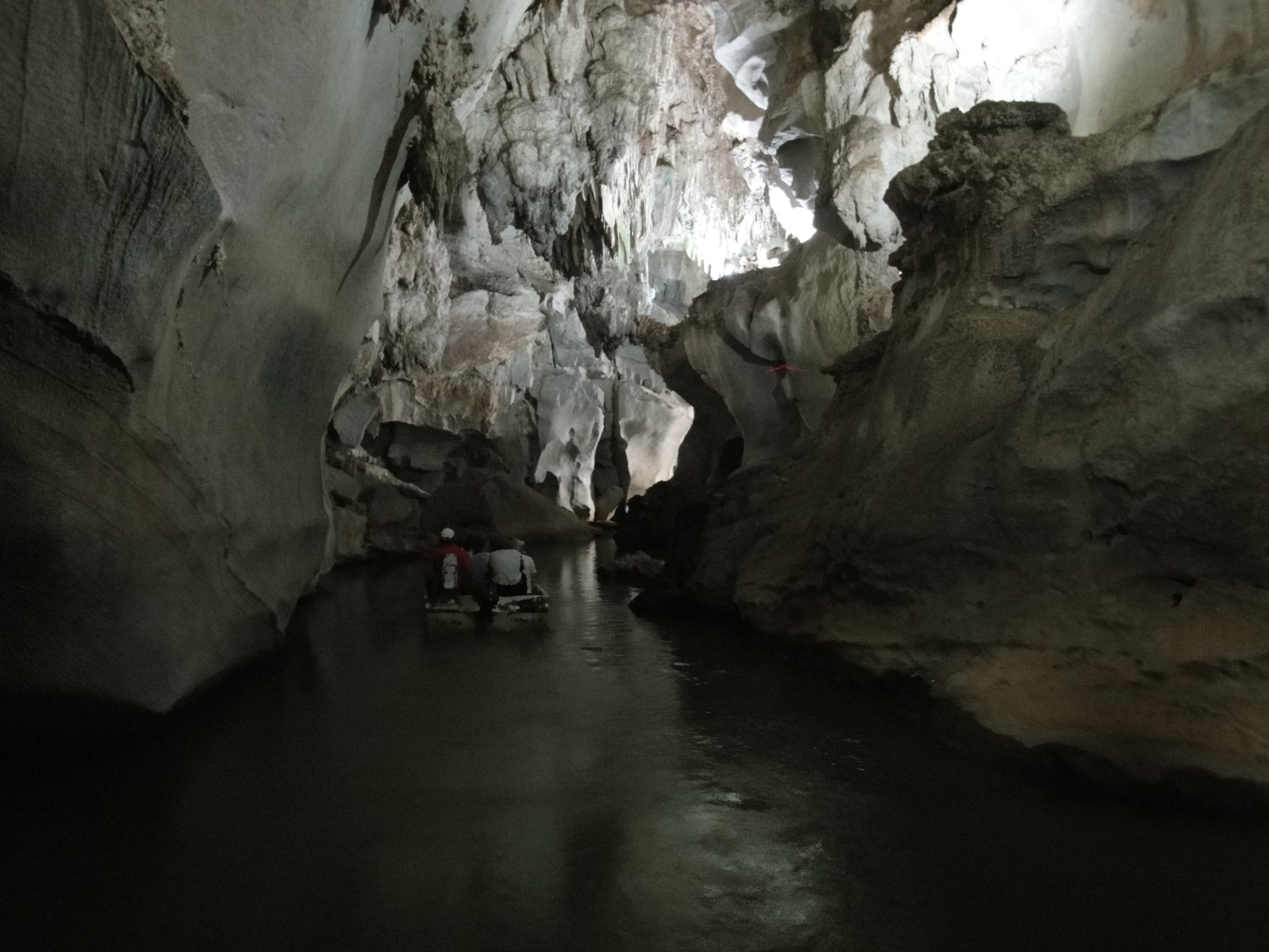
Interior de Cueva del Indio.

El parque de recreación Cuevas del Indio, es un parque de recreación ubicado en el municipio El Hatillo, Miranda, Venezuela.

## Descripción
el parque recreacional tiene diversos atractivos turísticos, entre las más visitadas esta el pío, cueva el indio y verraco. También tiene muchos kioscos y bodegas que se ubican por los senderos hasta las atracciones. Igualmente, cuenta con un centro de información, 8 km de caminerías, cafetín, estacionamiento, 5 quioscos para pícnic y fiestas infantiles, 1 piñatero, área de juegos infantiles, sanitarios y vigilancia, así como también con programas de educación ambiental, donde los pequeños reciben exposiciones fijas e itinerantes, talleres y cursos de extensión.
El parque tiene diversas cuevas:
Cueva El Pío
La Cueva El Pío es la más grande del parque. Sus principales atractivos son los pasadizos y las figuras hechas por la acción del agua sobre la roca desde hace millones de años. Tiene 195 metros de longitud y 11,5 metros de profundidad, 
Cueva del Verraco
es la menor de las cuevas del parque, con escasamente 17 metros de longitud; está ubicada a la altura de la Quebrada Seca de La Guairita.
Cueva el Indio
Es una de las atracciones más famosas del parque, esta en una montaña caliza cubierta de vegetación, es una especie de túnel descendiente de cerca de 120 metros de longitud y su entrada se abre a unos 1.020 m s. n. m.

## Fauna y flora
El parque de recreación Cuevas del Indio posee una vegetación variada y se pueden observar plantas como yagrumo, ceiba, indio desnudo, café, rosa de montaña, uña de danta, palmas, orquídeas, líquenes, musgos y hongos variados, entre otras; en cuanto a la fauna, se encuentran en sus espacios animales como murciélagos, ardillas, guacamayas y otras diversas aves.